# Mohamed Hassoun
Mohamed Hassoun (arab. محمد حسون; ur. 9 czerwca 1968) – syryjski zapaśnik walczący w stylu klasycznym. Olimpijczyk z Barcelony 1992, gdzie zajął jedenaste miejsce w kategorii 48 kg.
Czwarty na mistrzostwach Azji w 1992. Triumfator igrzyskach panarabskich w 1992 roku.

## Turniej wBarcelonie 1992
| Konkurencja             | Walki        | Walki               | Walki                   | Klas. końcowa |
| Konkurencja             | Przeciwnik I | Przeciwnik II       | Przeciwnik II           | Miejsce       |
| ----------------------- | ------------ | ------------------- | ----------------------- | ------------- |
| styl klasyczny do 48 kg | walkower W   | Pappu Jadav (IND) L | Vincenzo Maenza (ITA) L | 11.           |